# Neoneura angelensis
Neoneura angelensis là loài chuồn chuồn trong họ Protoneuridae. Loài này được Juillerat mô tả khoa học đầu tiên năm 2007.